# Collinée
Collinée [koline] est une ancienne commune française située dans le département des Côtes-d'Armor en région Bretagne, devenue, le 1er janvier 2016, une commune déléguée de la commune nouvelle du Mené.

## Géographie
Collinée se situe en Centre Bretagne, à 35 km de Saint-Brieuc, 80 km de Rennes et 45 km de Dinan.
La source de la Rance se trouve à l’ouest du bourg.

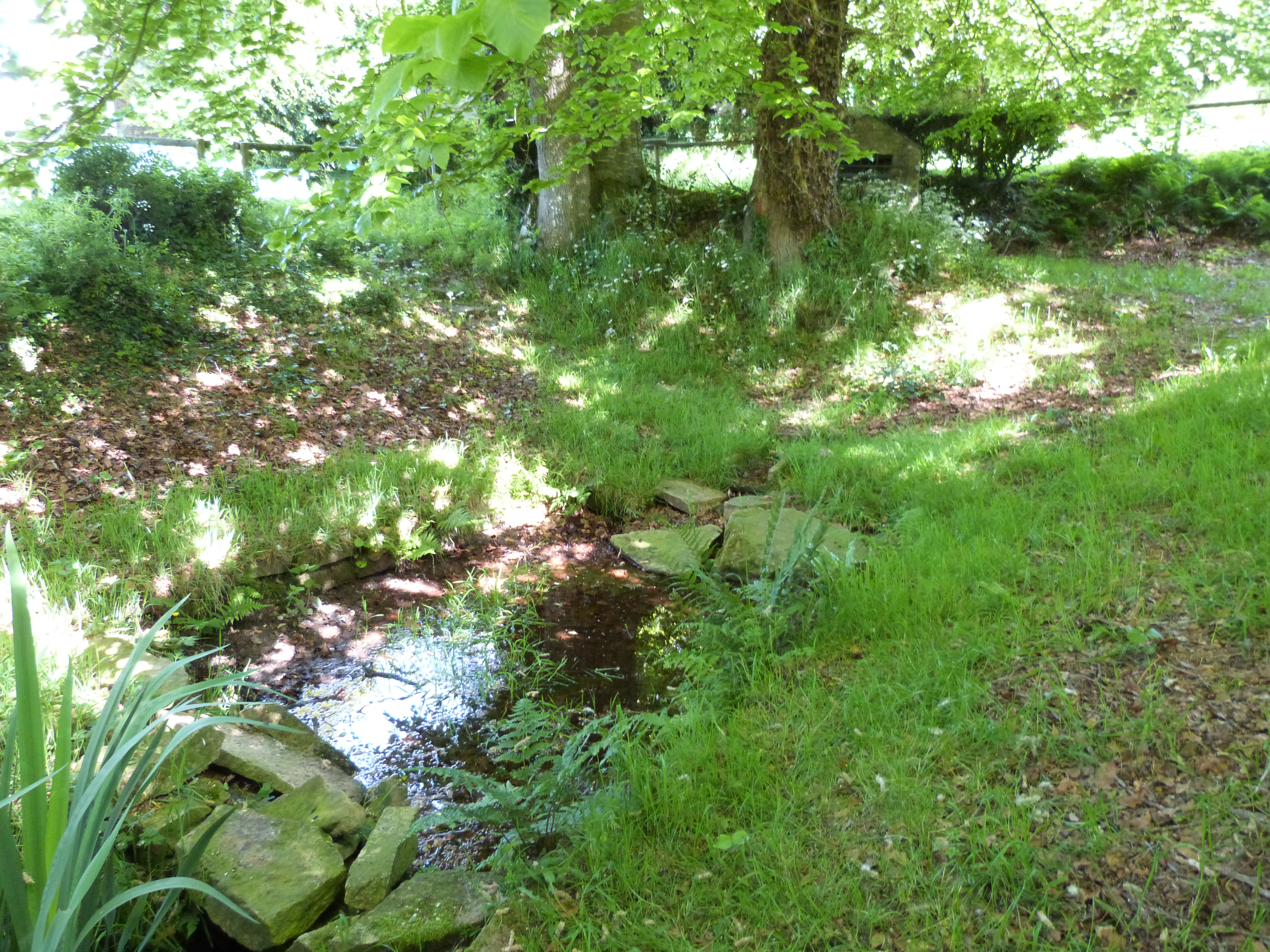
La source de la Rance.

## Toponymie
Le nom de la localité est attesté sous la forme Coithlinex en 1241 et en 1242, Coetlines en 1247, Coeslineis en 1433, Coeslinez en 1514, Couetlineix en 1535, Couelligneix en 1549, Collinée dès 1588[réf. nécessaire].
Il est formé du mot breton koet (réduit à Co), qui signifie bois, et d'un second qui pourrait être une forme francisée correspondant au breton linek, qui signifie linière. Il serait ainsi l'équivalent de Collineuc, un village de Loudéac.
La prononciation du nom de la localité en gallo est Couâlinée.

## Histoire

### Époque moderne
Le 2 février 1825, une ordonnance du roi autorise la commune de Collinée (Côtes-du-Nord) à accepter le legs à elle fait par le sieur Coulé, d'une maison avec dépendances, évaluée à un revenu de 165 francs, pour y établir le presbytère, à la charge de services religieux.

### Le XXe siècle

#### Les guerres du XXe siècle
Le monument aux Morts porte les noms de 43 soldats morts pour la Patrie :
- 34 sont morts durant la Première Guerre mondiale.
- 9 sont morts durant la Seconde Guerre mondiale.

#### L'aménagement du territoire
Le 23 mars 2015, le projet de création d'une commune nouvelle en remplacement de la Communauté de communes du Mené est approuvé par les conseils municipaux des sept communes concernées. La nouvelle entité baptisée Le Mené doit voir le jour le 1er janvier 2016. Son chef-lieu sera situé au sud du bourg de Collinée, à « La Croix Jeanne Even », au siège de l'ancienne communauté de communes. L'arrêté préfectoral du 5 octobre 2015 a officiellement créé la nouvelle commune.

## Politique et administration

### Liste des maires délégués
| Période      | Période  | Identité        | Étiquette | Qualité                                       |
| ------------ | -------- | --------------- | --------- | --------------------------------------------- |
| janvier 2016 | mai 2020 | Gérard Daboudet | DVG       | Ingénieur territorial Maire du Mené (2020 → ) |
| mai 2020     | En cours | Yvon Perrin     |           | Artisan menuisier                             |

## Démographie
| 1793 | 1800 | 1806 | 1821 | 1831 | 1836 | 1841 | 1846 | 1851 |
| ---- | ---- | ---- | ---- | ---- | ---- | ---- | ---- | ---- |
| 441  | 465  | 452  | 463  | 551  | 560  | 573  | 588  | 635  |

| 1856 | 1861 | 1866 | 1872 | 1876 | 1881 | 1886 | 1891 | 1896 |
| ---- | ---- | ---- | ---- | ---- | ---- | ---- | ---- | ---- |
| 625  | 794  | 772  | 792  | 809  | 846  | 825  | 821  | 791  |

| 1901 | 1906 | 1911 | 1921 | 1926 | 1931 | 1936 | 1946 | 1954 |
| ---- | ---- | ---- | ---- | ---- | ---- | ---- | ---- | ---- |
| 774  | 832  | 885  | 780  | 709  | 621  | 623  | 581  | 507  |

| 1962 | 1968 | 1975 | 1982 | 1990 | 1999 | 2007 | 2012 | 2013 |
| ---- | ---- | ---- | ---- | ---- | ---- | ---- | ---- | ---- |
| 552  | 619  | 722  | 758  | 894  | 938  | 929  | 921  | 921  |

10 % de la population du village est d'origine malienne.

## Culture locale et patrimoine

### Lieux et monuments
- Maison à porte à fronton
- Église Saint-Guillaume.

## Personnalités liées à la commune
- Jean-Luc Évin[13]
- Pierre Ruello (1734-1805), prêtre catholique et homme politique né à Collinée, député du clergé aux États généraux de 1789.

## Héraldique
| Blason | Blasonnement : D'argent aux trois pommes de pin renversées de gueules. |